# Larry Hornbeck
Larry Hornbeck (7 de setembre, 1943) és un enginyer americà que va formar part de l'equip creador del DLP CINEMA mentre treballava a Texas Instrument (TI).
Hornbeck va néixer a St. Louis, Missouri.
Larry Hornbeck va obtenir un doctorat en física per la Universitat Case Western Reserve a Cleveland, Ohio. el 1974. Es va unir a TU el 1973 i va començar a treballar en sistemes microelectromecànics òptics el 1977.
Actualment, Hornbeck i la seva dona Laura resideixen en una propietat de Van Alstyne a Texas, al nord de Dallas. Tenen dos fills, Jason i David.

## Biografia i carrera professional

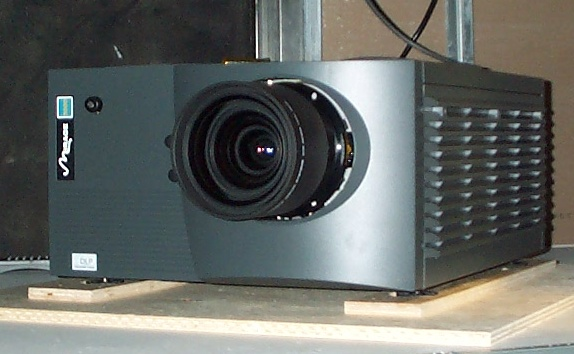
Digital Light Processing

Larry Hornbeck va començar a treballar pels laboratoris d'Investigació Central de Texas Instruments a Dallas, Texas. Hornbeck va començar a desenvolupar dispositius de càrrega acoblada (CCD) sensors d'imatge.
Durant el 1977 va adaptar aquests sensors que havia desenvolupat per crear sistemes microelectromecànics (MEMS). Es va centrar en el desenvolupament de MFEE reflectors per al processament òptic.
El 1982 Hornbeck comença a interessar-se per les aplicacions d'impressió i visualització de projecció.
El seu interès se centrava durant aquesta etapa en dos nous aspectes de la tecnologia: en els MEMS i la seva fabricació.
El 1983 va aconseguir els primers mètodes de fabricació dels micromiralls i va implantar-los a la part superior dels circuits de direcció de transistors. Hornbeck era defensor dun nou enfocament de l'arquitectura per superar les limitacions de rendiment i estabilitat de la imatge dels seus dissenys de micro miralls analògics.
Larry Hornbeck va fabricar la primera DMD el 1987. També és conegut per la tecnologia de semiconductors d'òxid metàl·lic (MOS).
El 1992 Texas Instrument va presentar el chip DMD al centre de la seva tecnologia de pantalla de projecció DLP de nova creació. Els primers productes basats en aquesta tecnologia van arribar al mercat a principid del 1996.

## Premis i distincions
- Premi per a Aplicacions Industrials de la Física (2014-2015)
- Medalla de situació de la Royal Photographic Society (2009)
- Escollit membre de l'Acadèmia Nacional d'Enginyeria (2009)
- Premi de l'Acadèmia per la seva contribució a revolucionar com es creen les imatges en moviment, distribuïts i vistos (2015